# Петар Ґруєв
Петар Ґруєв (болг. Петър Груев; нар. 3 липня 1855, Бессарабія — пом. 9 лютого 1942, Тула)- болгарський військовий діяч, учасник російсько-турецької війни 1877—1878 і сербсько-болгарської війни (1885).

## Біографія
Народився в Бессарабії в сім'ї болгарських переселенців з Пірота в 1855.
Здобув освіту в пансіоні в Миколаєві, де закінчив курс реального училища. Військову освіту одержав у 2-му військовому Костянтинівському училищі (1877) і Михайлівській артилерійській академії (1883).
Брав участь у російсько-турецькій війні (1877—1878) і в сербсько-болгарській війні (1885). У сербсько-болгарській війні в чині майора (з 9 вересня 1885) командував артилерійським полком і резервом під містом Пірот.
Після закінчення війни був призначений начальником Софійського військового училища (18 грудня 1885).
Помер 9 лютого 1942 в місті Тулі.

## Нагороди
- Орден Святої Анни 4-го ступеня з написом «За хоробрість» (1877)
- Орден Святого Станіслава 3-го ступеня з мечами і бантом (1878)
- Орден Святої Анни 3-го ступеня з мечами і бантом (1879)
- Орден Святого Станіслава 2-го ступеня (1889)
- Орден Святої Анни 2-го ступеня (1894)
- Орден Святого Володимира 4-го ступеня (1898)
- Орден Святого Володимира 3-го ступеня (1904)
- Орден Святого Станіслава 1-го ступеня (1910)